# Нью-Аллакакет (Аляска)
Нью-Аллакакет (англ. New Allakaket) — статистически обособленная местность в зоне переписи населения Юкон-Коюкук, штат Аляска, США.

## География
По данным Бюро переписи населения США площадь населённого пункта составляет 7,1 км², из них суша составляет 5,8 км², а водные поверхности — 1,3 км². Расположен на южном берегу реки Коюкук, к югу от города Аллакакет, примерно в 306 км по прямой от Фэрбанкса.

## Население
По данным переписи 2000 года население статистически обособленной местности составляло 36 человек. Расовый состав: коренные американцы — 100 %; белые — 0 %. Доля лиц в возрасте младше 18 лет — 44,4 %; лиц старше 65 лет — 5,6 %. Средний возраст населения — 23 года. На каждые 100 женщин приходится 125 мужчин; на каждые 100 женщин в возрасте старше 18 лет — 100 мужчин.
Из 8 домашних хозяйств в 75 % — воспитывали детей в возрасте до 18 лет, 75 % представляли собой совместно проживающие супружеские пары, 12,5 % не имели семьи. 0 % от общего числа хозяйств на момент переписи жили самостоятельно, при этом 0 % составили одинокие пожилые люди в возрасте 65 лет и старше. В среднем домашнее хозяйство ведут 4,5 человек, а средний размер семьи — 4,57 человек.
Средний доход на совместное хозяйство — $30 625; средний доход на семью — $30 625.